# 佐藤惠
佐藤惠（日语：／ Satō Megumi，1966年9月13日—），日本女子跳高运动员。她曾获得1986年亚洲运动会和1990年亚洲运动会女子跳高金牌。她也参加了1984年夏季奥运会、1988年夏季奥运会和1992年夏季奥运会。